# Norbert Boucq
Pour les articles homonymes, voir Boucq (homonymie).

Norbert Boucq, né le 30 décembre 1932 à Neuville-de-Poitou (Vienne) et mort le 19 février 2008 à Vannes, et un ancien footballeur puis entraîneur français.

## Biographie
Il commence le football à Chasseneuil-du-Poitou.
Il est par la suite entraîneur du CA Mantes 1968/69 à 1975/76, et enfin du Véloce Vannes de 1980/81 à 1985/86.